# Orthovoúni
Orthovoúni är en ort i Grekland.   Den ligger i prefekturen Trikala och regionen Thessalien, i den centrala delen av landet, 280 km nordväst om huvudstaden Aten. Orthovoúni ligger 680 meter över havet och antalet invånare är 217.
Terrängen runt Orthovoúni är huvudsakligen kuperad, men söderut är den bergig. Terrängen runt Orthovoúni sluttar österut. Runt Orthovoúni är det ganska glesbefolkat, med 36 invånare per kvadratkilometer. Närmaste större samhälle är Kalampáka, 15,0 km öster om Orthovoúni. 